# Catasetum bifidum
Catasetum bifidum är en orkidéart som beskrevs av A.T.Oliveira och J.B.F.Silva. Catasetum bifidum ingår i släktet Catasetum och familjen orkidéer. Inga underarter finns listade i Catalogue of Life.